# 古豊郡
古豊郡（コプンぐん）は、朝鮮民主主義人民共和国慈江道の南西部に位置する郡。

## 地理
北に楚山郡、東に渭原郡・前川郡、南に松源郡、西に雩時郡と接する。
大部分が山地だが西の方は相対的に低い。江南山脈と狄踰嶺山脈が郡を通過する。主要河川では忠満江、古面川、月明川、豊面川がある。最高峰は古岩山。
全体面積の 89.4% が山林でカルスト地形を持つ。松源貯水池がある。

## 歴史
日本統治下には平安北道楚山郡に属した。慈江道が設置されると、そちらに移管し、1952年12月に古豊郡が新設された。

### 年表
この節の出典
- 1952年12月 - 郡面里統廃合により、慈江道楚山郡古面・豊面・江面をもって、古豊郡を設置。古豊郡に以下の邑・里が成立。(1邑11里)
  - 古豊邑・坊城里・三坪里・月明里・文徳里・龍大里・龍谷里・龍塘里・龍豊里・東島里・石桑里・龍星里
- 1954年 - 龍星里の一部が分立し、龍海里が発足。(1邑12里)
- 1961年 (1邑12里)
  - 龍海里が雩時郡に編入。
  - 楚山郡新倉里を編入。
- 1987年 - 松源郡板坪里の一部が石桑里に編入。(1邑12里)

## 経済
地域の主要産業は農業で畑作が中心である。とうもろこし、豆、小麦、麦、大根、キャベツ、唐辛子、きゅうりが栽培される。果樹、養蚕、家畜飼育も行われる。また少しの米が忠満江などの谷に沿って栽培される。
古豊には鉄、金、銅、鉛、亜鉛、タングステン、黒鉛、石炭、石灰石などが生産される。製造業は相対的に発展が微弱である。

## 行政区域
1邑 12里で構成される。
- 고풍읍 (古豊邑、コプンウプ)
- 방성리 (坊城里、パンソンニ)
- 삼평리 (三坪里、サンピョンニ)
- 월명리 (月明里、ウォルミョンニ)
- 문덕리 (文徳里、ムンドンニ)
- 룡당리 (龍塘里、リョンダンニ)
- 룡대리 (龍大里、リョンデリ)
- 룡풍리 (龍豊里、リョンプンニ)
- 신창리 (新倉里、シンチャンニ)
- 룡성리 (龍星里、リョンソンニ)
- 동도리 (東島里、トンドリ)
- 석상리 (石桑里、ソクサンニ)
- 룡곡리 (龍谷里、リョンゴンニ)